# ESHRE
Європейська асоціація репродукції людини та ембріології (англ. European Society of Human Reproduction and Embryology, ESHRE) була заснована у 1985 р.  Робертом Едвардсом (Кембриджський університет) та Дж. Коен (Париж). Штаб-квартира організації знаходиться в Бельгії.
Основною метою організації є сприяння розвитку репродуктивної медицини та ембріології, підтримка досліджень у цих галузях та сприяння поширення результатів досліджень серед громадськості, науковців та лікарів. Асоціація активно працює над розвитком медичної освіти, розробкою реєстрів даних та впровадженням методів підвищення безпеки та якості клінічних та лабораторних процедур.

## Структура
Організація складається з:
- Генеральної Асамблеї, до складу якої входять усі її члени, що складаються з різних субспеціальних груп інтересів, таких як андрологія, репродуктивна генетика, етика та законодавство та парамедицина;
- Виконавчий комітет, що складається з 13 або більше членів і має різні підкомітети, такі як Фінансовий підкомітет, Підкомітет з підготовки кадрів, Підкомітет щорічних з'їздів, Комітет національних представників та Комітет з питань комунікацій.

## Медичний журнал
Офіційний журнал товариства -  Репродукція людини. Він складається з чотирьох окремих розділів: "Репродукція людини", "Оновлення в репродукції людини", "Молекулярна репродукція людини" та "HR Open".

## Зовнішні посилання
- Офіційний вебсайт асоціації [Архівовано 13 квітня 2021 у Wayback Machine.]